# Lillian Ross
Lilliann Ross (née le 8 juin 1918 à Syracuse, dans l'État de New York, et morte à Manhattan le 20 septembre 2017) est une journaliste américaine, connue pour ses articles dans le journal The New Yorker.

## Biographie

### Jeunesse et vie sentimentale
Lillian Rosovsky naît en 1918 à Syracuse, dans le nord de l'État de New York, fille d'Edna et Louis  Rosovsky, Juifs non pratiquants d'Europe de l'Est.
Elle commence à écrire dès sa jeunesse pour le journal de son école, puis elle est rédactrice pour le journal des étudiants du Hunter College, dont elle sort diplômée en 1939.
Au début des années 1940, elle change son nom, Rosovsky, pour Ross.
Dans Here but Not Here (OCLC 38023957), autobiographie parue en 1998, elle révèle avoir été la maîtresse de William Shawn (en), rédacteur en chef du New Yorker, pendant plus de quarante ans. Ils ont envisagé d'avoir un enfant, mais Ross dut subir une hystérectomie. Elle adopte alors, en 1964, un garçon norvégien, Erik, qui considérera Shawn comme son père.

### Journaliste auNew Yorker
Lillian Ross commence sa carrière professionnelle dans le journal PM (en). Elle suit notamment, en juillet 1944, le général de Gaulle lors de sa visite à New-York. Elle est ensuite embauchée au New Yorker en 1945, où elle devient vite une plume, « de celles qu'une célébrité sollicite pour un brin de conversation quand elle passe à New-York ».
Lillian Ross se distingue par son style d'écriture, racontant « sans emphase, sans superflu » tout ce qu'elle note, ni ne s'effaçant, ni ne se mettant en vedette, dans « des articles construits comme s’ils étaient des petits films ».
En 1952, elle publie Picture, un best-seller qui reprend cinq articles de 1950, consacrés aux difficultés qu'éprouve le réalisateur John Huston à monter La Charge victorieuse,.
Parmi les centaines d'articles parus figurent notamment des portraits de Coco Chanel, d'Edward Albee, d'Harry Winston, des acteurs comme Charlie Chaplin ou Robin Williams, et tout particulièrement Ernest Hemingway qui l'appelait « ma fille »,.
Lorsque William Shawn doit quitter le New Yorker, Ross démissionne du journal, en 1987. Sur l'invitation de la nouvelle rédactrice en chef, Tina Brown, elle publiera toutefois quelques articles par la suite. Son dernier, consacré à son ami J. D. Salinger, est publié deux ans après la mort de celui-ci, en 2010.

## Publications
- Big Sur (trad. de l'anglais par François Villié), Paris, Verviers : Gérard et Cie, coll. « Marabout », 1957, 222 p. (BNF 32585150).
- (en) Portrait of Hemingway, New-York, Simon & Schuster, 1961, 65 p. (BNF 35362360).
- Un film est un film [« Picture »] (trad. de l'anglais par Manuela Andreota), Paris, Gallimard, coll. « L'Air du temps », 1966, 247 p. (BNF 33159029).
- (en) Moments with Chaplin, New-York, Dodd, Mead and Company, 1980, 63 p. (BNF 39776871).
- Toujours sur la brèche : Des récits de Lillian Ross (trad. de l'anglais par Vincent Raynaud), Paris, Éditions du sous-sol, coll. « Feuilleton Non-Fiction », 2022, 441 p. (ISBN 978-2-36468-361-7, BNF 47023701)Traduction d'articles parus dans The New Yorker.

## Distinctions
En 1974, elle est lauréate de la Bourse Guggenheim.